# 문현진
문현진(文顯進, 1969년 5월 25일 ~ )은 대한민국의 초종교적 글로벌평화운동가 겸 수필가로 故 문선명 세계평화통일가정연합 총재의 3남이자 글로벌피스재단 창설자이자 세계의장.